# República Dominicana nos Jogos Olímpicos de Verão da Juventude de 2010
A República Dominicana participou dos Jogos Olímpicos de Verão da Juventude de 2010 em Cingapura. Sua delegação foi composta por sete atletas que competiram em quatro esportes. O país conquistou duas medalhas no atletismo, uma de ouro e uma de bronze.

## Medalhistas
| Medalha | Nome            | Esporte   | Evento          | Data         |
| ------- | --------------- | --------- | --------------- | ------------ |
| Ouro    | Luguelín Santos | Atletismo | 400 m masculino | 21 de agosto |
| Bronze  | Fany Chalas     | Atletismo | 100 m feminino  | 21 de agosto |

## Atletismo
| Evento                | Atleta                                               | Qualificação | Qualificação | Final     | Final         |
| Evento                | Atleta                                               | Resultado    | Posição      | Resultado | Posição       |
| --------------------- | ---------------------------------------------------- | ------------ | ------------ | --------- | ------------- |
| 100 m feminino        | Fany Chalas                                          | 11.70        | 1º (q3)      | 11.65     | [ 3 ]         |
| 400 m masculino       | Luguelín Santos                                      | 46.82        | 1º (q4)      | 47.11     | [ 5 ]         |
| Revezamento masculino | Luguelín Santos (como integrante da equipe Américas) |              |              | 1:51.38   | [ 6 ]         |
| 1000 m feminino       | María Mancebo                                        | 2:51.62      | 8º (4º q2)   | 2:55.16   | 11º (Final A) |

## Halterofilismo
| Evento             | Atleta                | Peso corporal (kg) | Arranque (kg) | Arranque (kg) | Arranque (kg) | Arranque (kg) | Arremesso (kg) | Arremesso (kg) | Arremesso (kg) | Arremesso (kg) | Total (kg) | Pos. final |
| Evento             | Atleta                | Peso corporal (kg) | 1             | 2             | 3             | Res.          | 1              | 2              | 3              | Res.           | Total (kg) | Pos. final |
| ------------------ | --------------------- | ------------------ | ------------- | ------------- | ------------- | ------------- | -------------- | -------------- | -------------- | -------------- | ---------- | ---------- |
| Até 53 kg feminino | Yeinisi Reyes Marinez | 52,26              | 80            | 80            | 85            | 80            | 80             | 86             | 86             | 86             | 166        | 4º         |

## Lutas
| Atleta         | Evento                    | Preliminares                | Preliminares             | Preliminares       | Preliminares           | Preliminares            | Preliminares | Disputa do 9º lugar       | Pos. final |
| Atleta         | Evento                    | 1ª rodada                   | 2ª rodada                | 3ª rodada          | 4ª rodada              | 5ª rodada               | Pos.         | Oponente Resultado        | Pos. final |
| Atleta         | Evento                    | Oponente Resultado          | Oponente Resultado       | Oponente Resultado | Oponente Resultado     | Oponente Resultado      | Pos.         | Oponente Resultado        | Pos. final |
| -------------- | ------------------------- | --------------------------- | ------------------------ | ------------------ | ---------------------- | ----------------------- | ------------ | ------------------------- | ---------- |
| Jeffry Serrata | Livre até 54 kg masculino | TUR Mehmet Ali Daylak D 1-3 | JPN Yuki Takahashi D 0-4 | Folga              | TUN Maher Ghanmi V 3-1 | CGO Prince Mbambi V 3-0 | 3º           | AUS Jayden Lawrence D 1-3 | 6º         |

## Vela
| Atleta          | Evento             | Regata | Regata | Regata | Regata | Regata | Regata | Regata | Regata | Regata | Regata | Regata | Regata | Total | Posição |
| Atleta          | Evento             | 1      | 2      | 3      | 4      | 5      | 6      | 7      | 8      | 9      | 10     | 11     | M      | Total | Posição |
| --------------- | ------------------ | ------ | ------ | ------ | ------ | ------ | ------ | ------ | ------ | ------ | ------ | ------ | ------ | ----- | ------- |
| Eduardo Ariza   | Byte CII masculino | 11     | 25     | 20     | 21     | 21     | 11     | 9      | 14     | 6      | 15     | 14     | 5      | 126   | 16º     |
| Poliana Esteban | Byte CII feminino  | 26     | 17     | 20     | 11     | 18     | 22     | 13     | 22     | 13     | 3      | 5      | 28     | 150   | 20º     |

Notas:
- M - Regata da Medalha
- OCS – On the Course Side of the starting line
- DSQ – Disqualified (Desclassificado)
- DNF – Did Not Finish (Não completou)
- DNS – Did Not Start (Não largou)
- BFD – Black Flag Disqualification (Desclassificado por bandeira preta)
- RAF – Retired after Finishing (Aposentou-se após completar a prova)